# Lythria fumata
Lythria fumata är en fjärilsart som beskrevs av Gradl 1938. Lythria fumata ingår i släktet Lythria och familjen mätare. Inga underarter finns listade i Catalogue of Life.